# ميخائيل هاشم
ميخائيل هاشم (بالإنجليزية: Michael Hashim)‏ هو عازف ساكسفون أمريكي، ولد في 9 أبريل 1956 في جنيف في الولايات المتحدة.

## وصلات خارجية
- ميخائيل هاشم على موقع ميوزك برينز (الإنجليزية)
- ميخائيل هاشم على موقع ديسكوغز (الإنجليزية)